# Al-Russisch Volksfront
Het Al-Russisch Volksfront (Russisch: Общероссийский народный фронт (ОНФ), Obščerossijskij narodný front (ONF)) is een in 2011 opgerichte samenwerkingsverband van regeringsgezinde politieke partijen en bewegingen in de Russische Federatie.
De formele oprichting vond plaats op 11 mei 2011 op instigatie van de Russische minister-president Vladimir Poetin. In totaal telt het ONF 200 organisaties, waaronder zeven politieke partijen. Het ONF vertoont overeenkomsten met parapluorganisaties in (voormalige) socialistische staten, zoals het Nationaal Front in de DDR. Het ONF wordt volledig gedomineerd door de partij Verenigd Rusland dat anno 2022 324 van de 450 zetels in de Staatsdoema bezet.

## Aangesloten politieke partijen
Aangesloten bij het ONF zijn zeven Russische politieke partijen en de pro-Russische Progressieve Socialistische Partij van Oekraïne. In het verleden was ook de Agrarische Partij van Rusland lid van het ONF; deze partij werd in 2019 opgeheven.
| Aangesloten partijen                                                                                             | Aangesloten partijen               | Aangesloten partijen                                | Aangesloten partijen                     | Aangesloten partijen | Aangesloten partijen | Aangesloten partijen |
| # | Logo                               | Partij                                              | Russisch                                 | Leider               | Zetels (2021)        |                      |
| --- | ---------------------------------- | --------------------------------------------------- | ---------------------------------------- | -------------------- | -------------------- | -------------------- |
| 1. | Logo Verenigd Rusland              | Verenigd Rusland                                    | Единая Россия                            | Dmitri Medvedev      | 324 / 450            |                      |
| 2. | Logo Rechtvaardig Rusland          | Rechtvaardig Rusland                                | Справедливая Россия — За правду          | Sergej Mironov       | 27 / 450             |                      |
| 4. |                                    | Nieuwe Mensen                                       | Новые люди                               | Aleksej Netsjajev    | 13 / 450             |                      |
| 5. | Logo Rodina                        | Rodina                                              | Родина                                   | Aleksej Zjoeravljov  | 1 / 450              |                      |
| 6. | Logo Partij voor Groei             | Partij voor Groei                                   | Партия Роста                             | Boris Titov          | 1 / 450              |                      |
| 7. | Logo Nationale Bevrijdingsbeweging | Nationale Bevrijdingsbeweging                       | НОД                                      | Jevgeni Fjodorov     | 1 / 450(a)           |                      |
| 8. |                                    | Russische Ecologische Partij "De Groenen"           | Зелёные                                  | Andrej Nagibin       | 0 / 450              |                      |
| |                                    |                                                     |                                          |                      |                      |                      |
| 9. |                                    | Progressieve Socialistische Partij van Oekraïne (b) | Прогресивна соціалістична партія України | Natalja Vitrenko     | 0 / 450              |                      |
| (a): Verkozen als kandidaat op de lijst van Verenigd Rusland (b): Politieke partij in Oekraïne, fel pro-Russisch |                                    |                                                     |                                          |                      |                      |                      |

## Enkele aangesloten organisaties
- Federatie van Onafhankelijke Vakverenigingen van Rusland
- Russische Unie van Industriëlen en Ondernemers
- Jonge Garde van Verenigd Rusland
- Al-Russische Volkswil - Patriottische Beweging
- Siberische Unie van Zakenlieden
- Unie van Transportwerkers van Rusland
- Unie van Russische Vrouwen
- Kozakkenpartij van de Russische Federatie
- Russische Unie van Afghanistanveteranen
- Al-Russische Unie van Kleine en Middelgrote Ondernemers